# Futabasaurus
Futabasaurus là một chi thằn lằn cổ rắn (xà đầu long), được Sato mô tả khoa học năm 2006.